# 韓国標準時
韓国標準時（かんこくひょうじゅんじ、朝: 한국 표준시、英: Korea Standard Time、KST）は、大韓民国（韓国) で使用されている標準時である。
協定世界時 (UTC) より9時間進んでおり (UTC+9)、日本で使用されている日本標準時 (JST) と同じである。

## 歴史
現在、韓国標準時の基準となっているのは東経135度であるが、この経線は韓国および北朝鮮の領域内を通過しておらず、日本を通過している。大韓帝国時代初期は首都・漢城（現在のソウル）での平均太陽時が標準時とされており、京城時や韓国標準時と呼ばれていた。京城時は、日本の中央標準時よりも32分遅かった。
鉄道においては、日露戦争の起きた1904年より日本の標準時が使われることとなった。1904年11月20日、民間企業の京釜鉄道は運転時刻を京城時から日本の中央標準時へ変更した。1906年5月26日には、明治三十九年統監府令第十三号が出され、統監府及び所属官署において使用する時刻が日本の中央標準時と定められ、1906年7月1日に京釜鉄道が統監府鉄道管理局へと引き継がれた。
しかし、二つの時刻が併存しているのは、錯誤が起き易く不便であったため、統監府は方針を転換し、韓国側の時刻を採用すべく韓国政府と協議を行い、韓国政府は1908年（隆熙2年）4月1日に官報第3994号（勅令第5号）で韓国標準時を定め、同日に統監府は府令を以って韓国標準時を採用することとなった。この時は、漢城のやや東を通って朝鮮半島を南北に貫く東経127.5度を基準とし、UTC（当時はGMT）との時差は8時間30分であった。これは、日本が使用していた中央標準時と西部標準時（南満洲鉄道でも1907年5月16日から使用していた）との中間となる。
日本統治時代、朝鮮総督府官報第367号（告示第338号）により1912年1月1日に東経135度基準に改められ日本の中央標準時と等しくなった。1937年1月1日には満洲国の標準時が日本の中央標準時と同等になったため、朝鮮と満洲内の朝鮮人居住地である間島との間に時差が無くなった。
独立後、大韓民国では朝鮮戦争後の1954年3月21日、日本統治時代の残滓を取り除きたいという大統領・李承晩の意思で、在韓米軍などの反対を押し切り、大韓帝国時代の東経127.5度基準に戻された（大統領令第876号）。しかし1961年8月10日に、国家再建最高会議（5・16軍事クーデター後の軍事政権）の法律第676号により再度東経135度基準とされた（1986年12月31日の法律第3919号「標準時に関する法律」でも東経135度基準に定められている）。これはグリニッジ標準時から30分単位の時差のある127.5度という標準子午線が、航空・航海など国際的な交通や、天文・気象などの観測の上から不合理だったという理由によるが、連合作戦を行うべき在日米軍と在韓米軍の間に時間差が生じることによる作戦上の支障から、在韓米軍の要求が影響を及ぼしたという説もある。
一方、朝鮮民主主義人民共和国では一貫して東経135度基準を使用していたが、2015年8月5日の政令第599号により、光復70年となる同年8月15日午前0時30分よりUTC+8:30の「平壌時間」午前0時に切り替えられ、韓国と30分の時差が生じるようになった。しかし2018年5月5日より30分繰り上げられ、再び韓国との時差はなくなった。

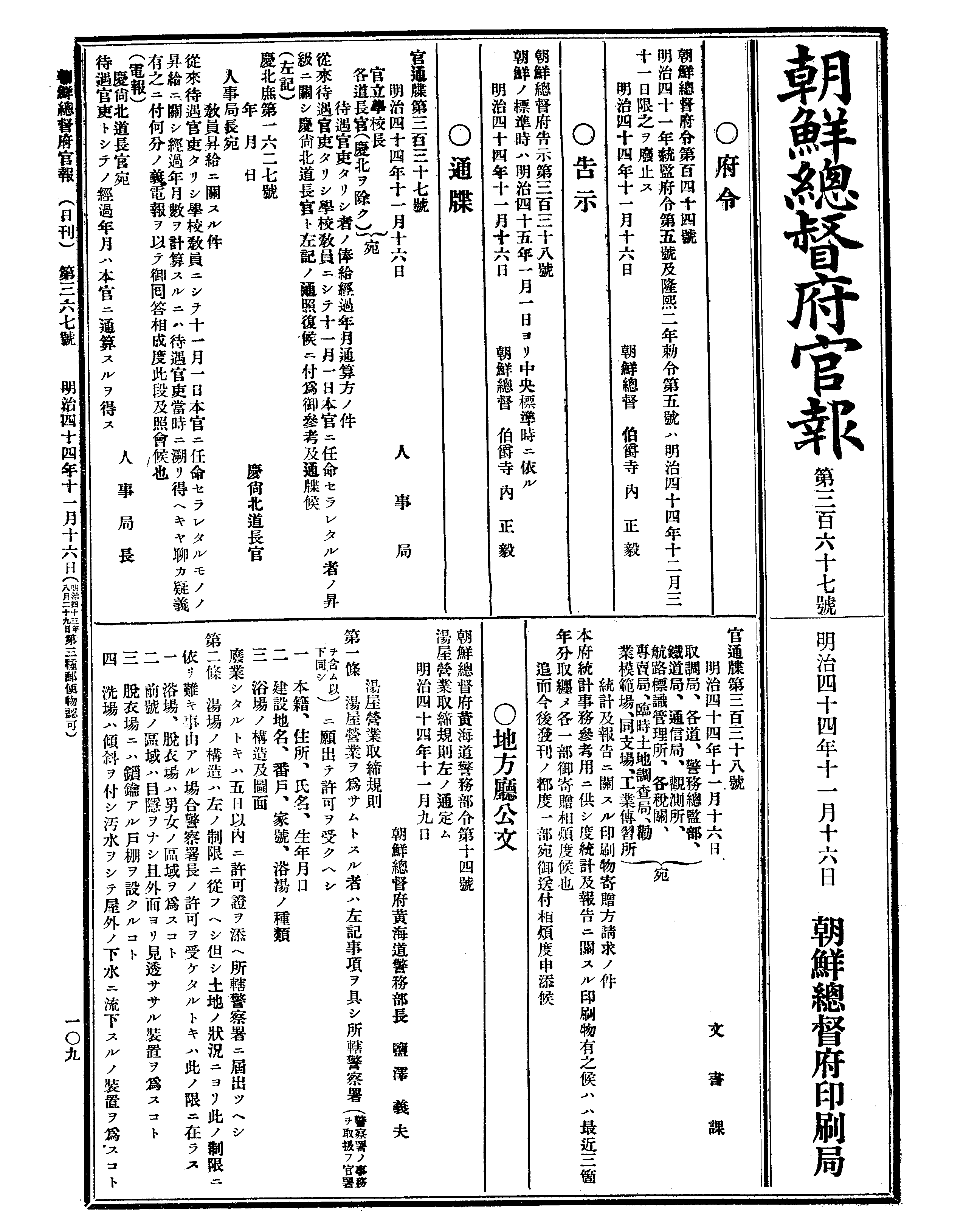
1911年（明治44年）11月16日の『朝鮮総督府官報』。翌年からの標準時の変更が告示された。
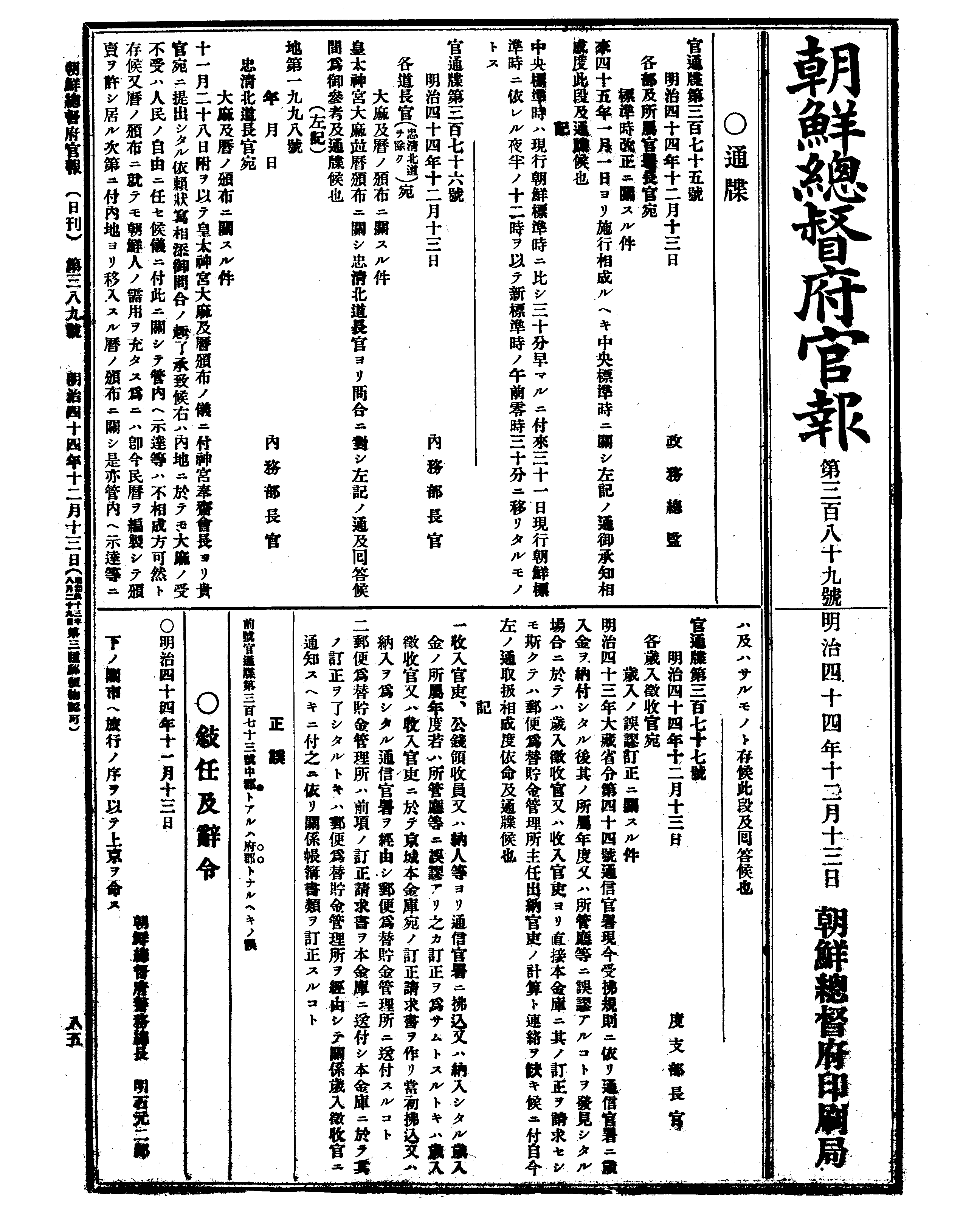
1911年（明治44年）12月13日の『朝鮮総督府官報』。現行朝鮮標準時12月31日夜半12時をもって新標準時1月1日午前0時30分に移行するという取扱いを通知している。

### 夏時間
南北両国とも夏時間（サマータイム）の設定はない。韓国では1948年から1960年まで（但し朝鮮戦争時を除く）1時間進める夏時間を導入したため、1948年からしばらくは朝鮮戦争中を除いて夏季は+10、冬期のみ+9 となった。1954年、大韓民国標準時は +8:30 に変更されたため、+9:30 なのは逆に夏期のみとなった。1961年、国家再建最高会議の決定に従い夏時間は廃止され、通年+9 に変更された。1987-1988年にはソウルオリンピックのため+1時間の夏時間が実施され、再び夏季は +10 になり、冬季のみ +9 となったが、オリンピックが終わると夏時間は廃止された。一方、北朝鮮では夏時間が実施されたことがない。
| 大韓民国の夏時間実施期間                  | 夏時間   |
| ----------------------------------------- | -------- |
| 1948. 06. 01. 00:00 - 1948. 09. 13. 00:00 | UTC+10   |
| 1949. 04. 03. 00:00 - 1949. 09. 11. 00:00 | UTC+10   |
| 1950. 04. 01. 00:00 - 1950. 09. 10. 00:00 | UTC+10   |
| 1951. 05. 06. 00:00 - 1951. 09. 09. 00:00 | UTC+10   |
| 1955. 05. 05. 00:00 - 1955. 09. 09. 00:00 | UTC+9:30 |
| 1956. 05. 20. 00:00 - 1956. 09. 30. 00:00 | UTC+9:30 |
| 1957. 05. 05. 00:00 - 1957. 09. 22. 00:00 | UTC+9:30 |
| 1958. 05. 04. 00:00 - 1958. 09. 21. 00:00 | UTC+9:30 |
| 1959. 05. 03. 00:00 - 1959. 09. 20. 00:00 | UTC+9:30 |
| 1960. 05. 01. 00:00 - 1960. 09. 18. 00:00 | UTC+9:30 |
| 1987. 05. 10. 02:00 - 1987. 10. 11. 03:00 | UTC+10   |
| 1988. 05. 08. 02:00 - 1988. 10. 09. 03:00 | UTC+10   |

### 標準時を巡る議論
基準となる子午線が日本を通っており国土を通っていないこと、現在の韓国標準時が日韓併合に伴い改められた標準時と同じであることから、基準子午線を日韓併合以前の東経127.5度線に戻し、日本標準時から30分ずらしたUTC+8:30を韓国標準時としようという案が何度か出ているが、実現を見ていない。
- 1993年に政府は民族の主体性確立のため、行政刷新委員会で子午線を東経127.5度に戻す検討を始めているが、現状維持が結論となった[11][12]。
- 2000年8月には趙舜衡（チョ・スンヒョン）議員など与野党議員20人余りが、韓国人の生体リズムに合った標準時（東経127.5度）に変更する必要があるという法案を発議した。しかし、大韓民国政府は、次のような反対意見を提出している[15][12]。
  - ほとんどの国は、協定世界時 (UTC) から1時間単位の時差を置いており国際慣行に逆行する。
  - 他国と30分単位の時差があれば軍事でも国際交流でも不便であり、気象や金融などの過去のデータ活用の面でもコストと混乱が生じる。
  - 朝鮮民主主義人民共和国も東経135度を子午線として使っているので、変更を考慮するなら統一後にする必要がある。
- 2008年7月にはハンナラ党（現・自由韓国党）の朴大海（パク・テヘ）議員が、韓国の平均太陽時より30分も早い標準時は不合理であること、日本から領土の独立だけでなく時間の独立も勝ち取るべきとの理由から、韓国標準時の基準子午線を東経127.5度に変更する内容を盛り込んだ「標準時に関する法律の一部改正法律案」の発議を試みた[16]が、立法化には失敗した[11]。
- 2013年11月21日には、セヌリ党の趙明哲（チョ・ミョンチョル）議員が、日本標準時と同じになっている韓国標準時の基準子午線を東経127.5度に変更して国家のアイデンティティ再確立を図る「標準時に関する法律」改正案を代表発議した[17][18]が、国会会期中に成立せず廃案となった。

## IANAのTime Zone Database
IANAのTime Zone Databaseには、韓国の標準時が1つ含まれている。
| 国コード | 座標        | 時間帯ID   | 注釈 | 協定世界時との差 | 夏時間 | 備考 |
| -------- | ----------- | ---------- | ---- | ---------------- | ------ | ---- |
| KR       | +3733+12658 | Asia/Seoul |      | +09:00           | +09:00 |      |